# Filmåret 1992

## Årets filmer

### Siffra (1,2,3...) eller specialtecken (@,$,?...)
- 1492 - den stora upptäckten
- 1991: The Year Punk Broke

### A - G
- Aladdin[1]
- Alien³[2]
- Att fånga en mördare
- Baraka
- Basic Instinct - iskallt begär
- Batman 2 - återkomsten[3]
- Beethoven
- Bodyguard[4]
- Braindead
- Bram Stokers Dracula[5]
- Buffy vampyrdödaren
- Crying Game, The
- Den nakna sanningen
- De skoningslösa
- Den demokratiske terroristen
- Den inre kretsen
- Den osynlige mannen
- Den siste mohikanen
- Drömmarnas horisont
- Döden klär henne
- Dödligt vapen 3
- En kvinnas doft
- En riktig clown
- Ensam hemma 2 - vilse i New York[6]
- Ensam ung kvinna söker
- Ett rättfärdigt krig? eller Ett folkmord i Gulfen
- Evigt ung

### H - N
- Hammar
- Harpans barn
- Hook
- Howards End
- Hänsynslösa, De
- I örnens klor
- Jönssonligan & den svarta diamanten[7]
- Kallt krig i kallt landskap
- Lotta på Bråkmakargatan [8]
- Malcolm X
- Medicinmannen
- Mirakel till salu
- Mr. Saturday Night
- Mästarna
- När alla vet
- Nordexpressen

### O - U
- Orlando
- På heder och samvete
- Romper Stomper
- Singles
- Sista draget
- Smekmånad i Las Vegas
- Snyltgästen
- Stopp! Annars skjuter morsan skarpt
- Stortjuvens pojke
- Svart Lucia
- Teater Åttonde dagen
- Tjejligan
- Tom & Jerry gör stan osäker
- Under belägring
- Universal Soldier

### V - Ö
- Varning Washington
- Wayne's World
- White Men Can't Jump
- Yontas blåa ögon
- Änglagård

## Oscarspriser(i urval)
| Kategori                  | Vinnare                          |
| ------------------------- | -------------------------------- |
| Bästa film                | De skoningslösa                  |
| Bästa regi                | Clint Eastwood (De skoningslösa) |
| Bästa manliga huvudroll   | Al Pacino (En kvinnas doft)      |
| Bästa kvinnliga huvudroll | Emma Thompson (Howard's End)     |
| Bästa manliga biroll      | Gene Hackman (De skoningslösa)   |
| Bästa kvinnliga biroll    | Marisa Tomei (Min kusin Vinny)   |
| Bästa utländska film      | Indochine (Frankrike)            |

För komplett lista se Oscarsgalan 1993.

## Födda
- 10 mars – Emily Osment, amerikansk skådespelare, sångare och låtskrivare.
- 22 juli – Selena Gomez, amerikansk skådespelare och sångare.
- 4 augusti – Dylan och Cole Sprouse, amerikanska skådespelare.
- 20 augusti – Demi Lovato, amerikansk sångare, låtskrivare och skådespelare
- 12 oktober – Josh Hutcherson, amerikansk skådespelare.

## Avlidna
- 3 januari – Judith Anderson, amerikansk skådespelare.
- 13 januari – Dagny Lind, svensk skådespelare.
- 15 januari – Lars Lennartsson, svensk sångare och skådespelare.
- 16 januari – Carl-Gustaf Lindstedt, svensk skådespelare och komiker.
- 7 februari – Freddy Albeck, dansk sångare och skådespelare.
- 1 mars – Pierre Maudru, fransk manusförfattare och regissör.
- 6 mars – Erik Nordgren, svensk kompositör, arrangör av filmmusik och orkesterledare.
- 28 mars – Elisabeth Granneman, norsk skådespelare.
- 20 april – Benny Hill, brittisk skådespelare och komiker.
- 23 april – Satyajit Ray, indisk regissör, manusförfattare, producent och kompositör.
- 24 april – Nils Åsblom, svensk skådespelare.
- 6 maj – Marlene Dietrich, tysk-amerikansk skådespelare och sångare.
- 17 maj – Astrid Carlson, svensk skådespelare.
- 15 juni – Rune Turesson, svensk skådespelare.
- 27 juni – Georg Årlin, svensk skådespelare och regissör.
- 23 juli
  - Arletty, fransk modell och skådespelare.
  - Tord Bernheim, svensk revyartist, sångare och skådespelare.
- 14 augusti – Mona Dan-Bergman, svensk skådespelare.
- 23 augusti – Elisaveta von Gersdorff Oxenstierna, svensk skådespelare.
- 4 september – Knatten Andersson, svensk skådespelare.
- 12 september – Anthony Perkins, amerikansk skådespelare.
- 6 oktober – Denholm Elliott, brittisk skådespelare.
- 26 oktober – Elna Gistedt, svensk skådespelare.
- 19 november – Diane Varsi, amerikansk skådespelare.
- 6 december – Yngve Sköld, svensk kompositör, skådespelare, pianist och organist.
- 24 december – Mimmo Wåhlander, svensk skådespelare.

### Fotnoter
1. ↑  IMDB, läst 1 mars 2012
2. ↑  IMDB, läst 1 mars 2012
3. ↑  IMDB, läst 1 mars 2012
4. ↑  IMDB, läst 1 mars 2012
5. ↑  IMDB, läst 1 mars 2012
6. ↑  IMDB, läst 1 mars 2012
7. ↑  IMDB, läst 29 februari 2012
8. ↑  ”Astrid Lindgren”. http://www.astridlindgren.se/verken/filmerna/filmlista. Läst 21 mars 2011.